# Ko van den Bosch
Ko van den Bosch (Utrecht, 1958) is een Nederlands acteur, toneelregisseur, toneelschrijver en decorontwerper.

## Levensloop
Van den Bosch studeerde kunstgeschiedenis en archeologie aan de Universiteit van Amsterdam en beeldende kunst aan de Rietveld Academie. Van 2009 tot 2016 was hij naast Ola Mafalaani mede-artistiek leider van het Noord Nederlands Toneel. In 1980 was Van den Bosch oprichter van Alex d'Electrique, waarvan hij artistiek leider was. Ook was hij voor het gezelschap actief als speler, schrijver en vormgever. In 2005 vormt het gezelschap zich vanwege een subsidiekorting om tot een nieuwe productiekern, D’Electrique. Typerend voor de stijl Van den Bosch is het rauwe realisme en het humoristische absurdisme in taal, beeld en dramaturgie. Zijn voorstellingen zitten vol visuele slapstick en materieel geweld. Hij is ook auteur van een aantal boeken, gebaseerd op zijn toneelwerk. Van den Bosch was getrouwd met Ola Mafaalani en heeft een zoon met haar.

## Filmografie
- 1988: Amsterdamned als taxichauffeur
- 1989: Gwang tin lung fu wui als Mancuso
- 1993: Hoeksteen & Groenstrook als milieu-agent / eco-officier (miniserie)
- 1994: Pompen of Verzuipen (1 afl)
- 2006: Nachtrit als Roland
- 2007: Van Speijk als Dirty Benny (1 afl.)
- 2007: Grijpstra & De Gier als Harry ten Kate (1 afl.)
- 2013: Bellicher als Anton Gobis (1 af.)
- 2012: Lieve Liza als Johan Dekker (4 afl.)
- 2013: Van God Los als president (1 afl.)
- 2014: Flikken Maastricht als Wim van Elst (1 afl.)
- 2015: Patagonia als Garage Owner
- 2016: Heer & Meester als gastheer jazzclub (1 afl.)
- 2017: De mannentester als Frans (1 afl.)

## Theater
- 1982: De haaienplaneet
- 1985: Schokland
- 1989: Vitale delen
- 1990: Dramolette
- 1991: Krankheit
- 1992: Koning Jan
- 1992: Ruggegraatsfluit
- 1992: L'Espace bizarre
- 1993: De onthoofde hand
- 1995: Harige machines
- 1995: Teargarten
- 1996: Het periodiek systeem der elementen
- 1996: De comanche
- 1998: Disaster Musical
- 1998: Westkaai
- 1999: Woyzeck
- 1999: KopGhana
- 2000: FACT acts
- 2000: Ajax
- 2001: Waarom huilen baby's als ze geboren worden?
- 2003: Rambiebambam
- 2004: Handzamm heftig
- 2005: De dag en de nacht en de dood
- 2005: A Clockwork Orange
- 2006: Gurumatic
- 2008: Frankenstein
- 2009: De mevrouwen Aarschaafsel & Korrelfotze
- 2010: Inbouw / uitbouw
- 2011: NNT&Vrund'n
- 2013: Crashtest
- 2013: Fellini
- 2014: Orestaia
- 2015: De twaalf gezworenen
- 2016: All Inclusive
- 2018: De wilde deerne
- 2019: Paradijsvertraging
- 2024: BRAS door Muziektheater BOT, [5]